# Oltedal
Oltedal ist eine Ortschaft in der norwegischen Kommune Gjesdal in der Provinz (Fylke) Rogaland. Der Ort hat 1013 Einwohner (Stand: 1. Januar 2024).

## Geografie
Oltedal ist ein sogenannter Tettsted, also eine Ansiedlung, die für statistische Zwecke als eine städtische Siedlung gewertet wird. Der Ort liegt in der Kommune Gjesdal, südöstlich des Stadtgebiets Stavanger/Sandnes. Durch Oltedal fließt der Fluss Oltedalsåna, wobei der Großteil der bebauten Fläche auf der nordwestlichen Uferseite liegt.
Im Norden wird Oltedal durch die dort liegenden Erhebungen Rosshammaren (460 moh.) und Kvelane (572 moh.) begrenzt, so dass die Ortschaft eine entlang der Oltedalåna langgezogene Form einnimmt. Südlich von Oltedal liegt der See Oltedalsvatnet, aus dem die Oltedalåna abfließt.

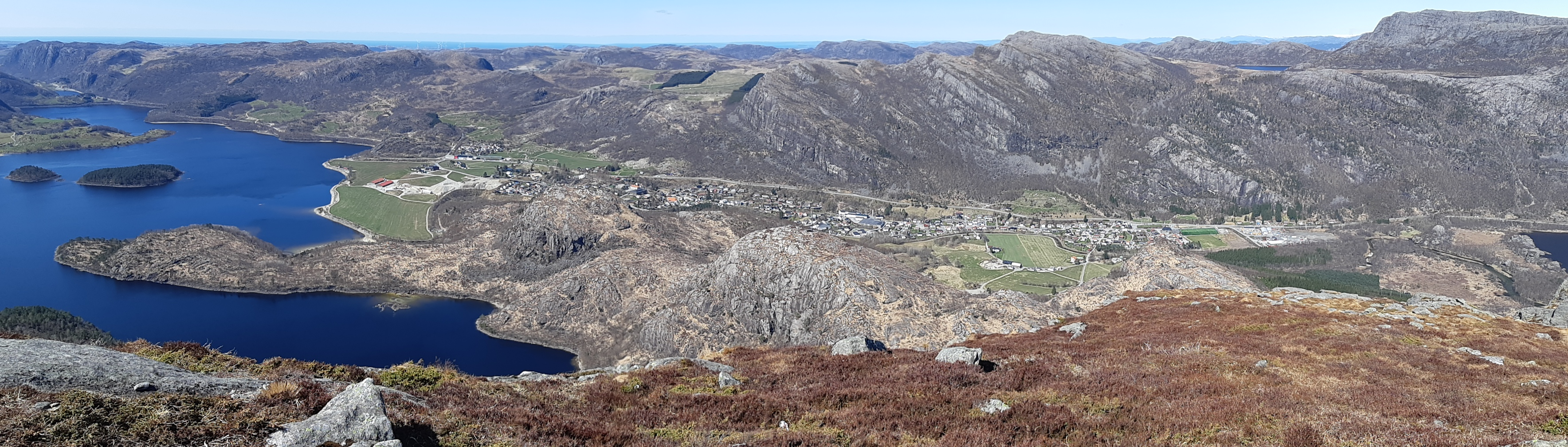
Blick von Süden auf Oltedal

## Wirtschaft und Infrastruktur
Durch Oltedal führt von Südwesten in Richtung Osten der Fylkesvei 450. Die Straße stellt die Verbindung zur weiter südwestlich verlaufenden Europastraße 39 (E39) und zur Ortschaft Ålgård her, die das Verwaltungszentrum von Gjesdal ist. Im Süden von Oltedal mündet der Fylkesvei 508 in den Fylkesvei 450. Der Fylkesvei 508 führt in den Norden, in die Nachbarkommune Sandnes.
In Oltedal sind Betriebe der Wollindustrie und der chemischen Industrie angesiedelt. In der Umgebung von Oltedal liegen mit den Wasserkraftwerken Oltedal und Oltesvik zwei Wasserkraftwerke. Das Kraftwerk Oltedal nutzt eine Fallhöhe von rund 72 Metern zwischen dem Oltedalsvatnet und der Oltedalsåna auf Höhe des nordöstlichen Ortsendes von Oltedal aus. Das Wasserkraftwerk wurde im Jahr 1909 in Betrieb genommen, im Jahr 1995 wurde es erneuert. Zwischen 1991 und 2020 hatte es eine mittlere Jahresproduktion von rund 29 GWh. Das Kraftwerk Oltesvik befindet sich weiter nordöstlich und basiert auf einer Fallhöhe von etwa 38 Metern zwischen dem See Ragsvatn und dem Frafjord.

## Sehenswürdigkeiten
In Oltedal befindet sich die Oltedal kirke, eine im Jahr 2002 fertiggestellte Kirche. und der Abri Uburhedlaren.

## Name
Der Ortsname setzt sich aus zwei Bestandteilen zusammen, wobei „-dal“ im Deutschen „-tal“ bedeutet. Der erste Teil leitet sich vom älteren Flussnamen *Alpta oder *Ǫlpta ab, der seinen Ursprung im altnordischen Wort für „Schwan“ hat. Ein verwandter Ortsname liegt möglicherweise in der nordnorwegischen Stadt Alta vor.